# Митрополит захумско-херцеговачки и стонско-приморски Димитрије
Димитрије (световно Саво Рађеновић;  Цетиње, 12. новембар 1976) је архиепископ мостарско-требињски и митрополит захумско-херцеговачки и стонско-приморски.

## Биографија
Дјетињство је провео на Светом Стефану, општина Будва, гдје живи његова породица. Основну и средњу школу је завршио у Будви, а војни рок служио је у Сомбору и Ужицу 1995/1996. године. 
У манастир Тврдош је дошао 2002. године, а 2003. године је замонашен добивши име Димитрије, по Светом великомученику Димитрију. У чин јерођакона рукоположен је 2004. године на Божанственој Литургији у храму Рођења Светог Јована Крститеља и Претече Господњег, на Оровцу-Требиње. У чин јеромонаха рукоположен је 2005. године, на Празник Богојављења, у храму Светог Преображења Господњег у Требињу. Дипломирао је на Богословском факултету „Светог Василија Острошког и Тврдошког“ у Фочи, 2012. године. Као тврдошки јеромонах именован је за настојатеља манастира Дужи 2015. године.

## Епископ
Свети Архијерејски Сабор, на својој сједници од 9. маја 2018. године изабрао је јеромонаха Димитрија (Рађеновића), настојатеља манастира Дужи, за Епископа Епархије Захумско-херцеговачке и приморске. На приједлог Епископа ЗХиП Григорија, а Одлуком Светог Архијерејског Синода, одликован је чином архимандрита, 21. маја 2018. године. 
На владичанском трону Херцеговачке епархије епископа Димитрија је устоличио Патријарх српски Иринеј, дана 23. септембра 2018. године.